# 七瀬美菜
七瀬 美菜（ななせ みな、4月6日 - ）は、日本のアイドル歌手、女優。愛称はななみん。日本全国、アメリカ、フランスに愛の歌声を届ける。舞台では小学生から大人まで幅広い役を演じる。小学生役のオファーも多いため、年齢は所属事務所が非公開としている。

## 略歴
- 名古屋駅のクレープ屋でスカウトされたが、後日、別な事務所のオーディションを受け、3社へ見事合格する。
- 2010年NHK名古屋放送局制作、中学生日記でデビューする。
- 2011年10月 - テレビドラマ『妖怪人間ベム』第2話（日本テレビ）に出演する。
- 2011年11月 - 大塚の萬劇場で、舞台『かんながら』のセットを使ったライブ、『Live in 大森神社』で、初めて主催ライブななみん学園を開催する。
- 2011年12月 - 双葉社発行『週刊大衆』に初めて単独でグラビアが掲載される。
- 2012年1月 - BIG TREE THEATERの舞台『誰かの星空』で初主演となる星野初音役で出演する。
- 2012年3月 - テレビ東京『孤独のグルメ』に劇団員役でゲスト出演する。
- 2012年3月 - 『華漫GOLD』にグラビアが掲載される。
- 2012年5月 - ラジオ エフエムうらやす『コラ＋なな』でワハハ本舗とメインパーソナリティを務める。
- 2012年7月 - テレビ埼玉『V-Clips』のPV放送に出演する。
- 2012年8月 - TBSイベント夏サカスin赤坂サカスでワンマンライブを実施する。
- 2012年9月 - 七瀬美菜初座長公演 舞台「嗚呼 滝野川物語」を北とぴあ つつじホールで開催する。
- 2012年10月 - 竹書房「Top Yell」虎3号に紹介記事が掲載される。
- 2012年10月 - お台場レインボーステーション番組COOLSのリーダー佐藤秀光の「Hungry Men!!」にアシスタントレギュラーとして出演する。
- 2012年12月 - 「滝野川提灯点灯式」に参加し、東京都北区滝野川ご当地アイドルとしてデビューする。
- 2012年12月 - チャリティー『アニマルハーツ』に協力参加する。
- 2013年3月 - Japan Music Festival in お台場Zepp Divercity Tokyoに出演する。
- 2013年3月 - 七瀬美菜1stワンマンライブ〜感謝いっぱいの思いを込めて〜をAKIBA LIVE STUDIO ROCKET GATEで開催する。
- 2013年4月 - 滝野川新撰組祭に出演する。
- 2013年5月 - COOLS佐藤秀光が主催する「WANTED BIKER TOURING」に出演する。
- 2013年5月 - 日野新撰組祭に参加する。
- 2013年5月 - 七瀬美菜劇団 舞台「シタタメ」を浅草リトルシアターで開催し、認目小百合役で出演する。
- 2013年7月 - 土曜ワイド劇場「西村京太郎トラベルミステリー 秩父SL・3月23日の証言〜大逆転法廷!!」（テレビ朝日）にモデル役で出演する。
- 2013年7月 - シングル「愛のために。」がT-SHIRTS BRAND「`stear」CMソングに決定する。
- 2013年7月 - シングル「ハッピィ(*^0^*)SUNDAY」が「J:COM」11ch 関東全域放送「Love Spiral Channel」の番組のオープニング曲に決定する。
- 2013年8月 - FM静岡・FM沼津・FM島田・FM熱海に生放送ゲストとして出演する。
- 2013年9月 - テレビ埼玉「Love Spiral Channel」にてライブ映像が放映される。
- 2013年9月 - 七瀬美菜劇団 舞台「続.嗚呼 滝野川物語」が北とぴあ つつじホールで開催する。
- 2013年10月 - 音楽雑誌「CD Journal」に新譜発売情報が掲載される。
- 2013年11月 - 「EXCITING PORSCHE MEETING 2013 in 横浜赤レンガ倉庫」に参加する。
- 2013年12月 - 七瀬美菜劇団クリスマス公演「星空の向こうへ〜君と私の宇宙旅行へ出かけよう〜」を浅草リトルシアターで開催する。
- 2013年12月 - 「岐阜アイドルフェスティバル2013」に参加する。
- 2013年12月 - 12月10日付の夕刊中日新聞に紹介記事が掲載される。
- 2014年1月 - 下関ご当地アイドル「PalmSugar」を手伝い、メンバーとして参加する。
- 2014年5月 - 「SHIMONOSEKI ホルモンTV」に出演する。
- 2014年5月 - 音楽雑誌「CD Journal」新譜発売情報が掲載される。
- 2014年5月 - 角川書店発行の「KYUSHU IDOL BOOK」に紹介記事が掲載される。
- 2014年10月 - 七瀬美菜劇団『フェアリー〜滝野川に降る奇跡〜』を北とぴあ つつじホールで開催する。
- 2014年11月 - 初のホールコンサート「愛の唄」を北とぴあ つつじホールで開催する。
- 2014年12月 - 初のクリスマスディナショーをフラールガーデン東京で開催する。
- 2015年3月 - プロバスケットチーム『東京サンレーヴス』の公認歌手に決定し、試合会場で公認ソング「勝利のために」を初披露した。
- 2015年4月 - 七瀬美菜劇団 初大阪公演『シタタメ』をClub MERCURYで開催する。
- 2015年4月 - Kitakyushu Idol Festival Vol.2 in小倉あるあるCITYに出演。
- 2015年4月 - 下関ご当地アイドル「PalmSugar」を卒業する。
- 2015年4月 - 下関にて七瀬美菜ワンマンライブを実施。
- 2015年4月 - 佐賀県石楠花まつり、有田陶器市へライブ出演。
- 2015年5月 - 宇都宮オリオンスクエアにて「カクテルカーニバル」に出演。
- 2015年5月 - 初海外遠征ライブをUSA.GUAMの「Tumon Bay Lobster & Gril」や「HOTEL SANTA FE」にて実施する。
- 2015年6月 - 日刊大衆にグアム撮り下ろしのグラビアが掲載される。
- 2015年7月 - 「千葉マリンフェスタ2015」に出演。
- 2015年8月 - サマーフェスティバルin下和泉に出演。
- 2015年8月 - 新舞子マリンパーク（愛知県）サマーフェスに出演。
- 2015年8月 - 西武園競輪場のイベントステージに出演。
- 2015年10月 - 東京都北区北とぴあ演劇祭にて七瀬美菜劇団「誰かの星空」が最多動員賞を受賞。東京都北区の花川区長を表敬訪問する。
- 2015年11月 - 2度目の渡米。USA.GUAMにてライブ出演。
- 2015年12月 - 第２回大阪国際マンガグランプリに出演。
- 2015年12月 - 島根県の小学生が福島の復興のために歌詞を書き、花の種と共に贈った曲をカバー。シングルCD「幸せ色した花々」を発売。
- 2015年12月 - ワンマンコンサートの1部芝居「サンタクロース」にて、初めて作.演出を手掛ける。
- 2016年1月 - 大宮競輪場のイベントステージに出演。
- 2016年2月 - 池袋サンシャインシティ新星堂アルタ店にてインストアライブ。
- 2016年3月 - TOKYO MX-TV「ハイパーアイドルフェス」オープニング曲に「ゆめのにおい」が起用される。
- 2016年4月 - 七瀬美菜劇団「シタタメ」東京公演。
- 2016年4月 - 山陽小野田市「寝太郎まつり」に出演。
- 2016年4月 - 小倉チャチャタウンイベント出演。
- 2016年5月 - 佐賀県「有田陶器市」に出演。
- 2016年5月 - 岡山ななみん学園開催。
- 2016年5月 - 小倉あるあるCityイベント出演。
- 2016年5月 - USA.GUAM3度目となる海外遠征。
- 2016年6月 - エディオン尼崎駅前店インストアライブ。
- 2016年6月 - 静岡浜北 プレ葉ウォークイベント出演。
- 2016年7月 - 七瀬美菜劇団「シタタメ」東京公演。
- 2016年7月 - USA.GUAMにてUSAグアム政府観光局『GUAM SUMMER BEACH FESTIVAL』出演。
- 2016年8月 - 神奈川下和泉小学校「サマーフェス」に出演。
- 2016年9月 - 千葉テレビ「応援美女子2」にて2週に渡り七瀬美菜特集が組まれる。
- 2016年9月 - オレたちひょうきん族の懺悔の神様 ブッチー武者主宰 舞台公演「生きる」取手公演に出演。以降「生きる」公演のレギュラー出演を務める。
- 2016年9月 - 「サンホーム大庄西」(尼崎)老人ホームへ慰問ライブ。
- 2016年10月 - 七瀬美菜劇団「雨と夢のあとに」(北区北とぴあ演劇祭出展作品)を北とぴあつつじホールにて公演。
- 2016年10月 - 鳥取大学文化祭「風紋祭」メインステージに出演。
- 2016年10月 - シングルCD「ハッピーライフ」発売。(175Rカバー、ジャケット撮影.山岸伸)
- 2017年1月 - 舞台公演「ひたすらあわれ」メインキャスト出演。
- 2017年3月 - 七瀬美菜劇団「おちこぼれサンタ」(杉並演劇祭出展作品)を上演。
- 2017年3月 - オレたちひょうきん族の懺悔の神様 ブッチー武者主宰 舞台公演「生きる」水戸公演に出演。
- 2017年4月 - 佐賀県有田陶器市に出演。
- 2017年4月 - オレたちひょうきん族の懺悔の神様 ブッチー武者主宰 舞台公演「生きる」墨田区公演に出演。
- 2017年5月 - 七瀬美菜劇団 初の静岡公演「シタタメ」を上演。
- 2017年5月 - 「武道館アイドル博」に出演。
- 2017年5月 - 「七瀬美菜バースデイコンサート2017」を北とぴあドームホールにて開催。
- 2017年6月 - 七瀬美菜劇団 初の下関公演「シタタメ」を上演。
- 2017年8月 - AbemaTVドラマ「素敵な男とブスな女、綺麗な女とゲスな男。」の挿入歌として「駆け抜けてシンデレラ」がタイアップ。
- 2017年9月 - 震災復興支援事業  吉田一夫演出 朗読劇 【光源氏の手紙（ラブレター）】にて主演 かぐや姫役を演じる。
- 2017年10月 - 七瀬美菜劇団「続.嗚呼 滝野川物語」（北区北とぴあ演劇祭出展作品）を北とぴあつつじホールにて公演。(大浜直樹 演出)
- 2017年10月 - 鳥取大学文化祭「風紋祭」メインステージに出演（2回目）。
- 2017年11月 - 七瀬美菜の新曲「駆け抜けてシンデレラ」がavex＋Cyberagent「AWA」より独占配信スタート。(カラオケJOY SOUNDに本人映像でも配信。有線放送も開始。)
- 2017年11月 - JASRACに作詞家登録される。
- 2017年11月 - オレたちひょうきん族の懺悔の神様 ブッチー武者主宰 舞台公演「生きる」板橋区公演、東村山公演に出演。
- 2017年12月 - 舞台「雨と夢のあとに」主演 桜井雨 役を務める。
- 2017年12月 - 弌陣の風 主催舞踏ショー「雪慕愛炎」にメインキャスト出演。
- 2017年12月 - 2017年ツアーファイナル コンサートを兵庫県尼崎ピッコロシアターにて開催。
- 2018年1月 - 新春コンサートを伊豆Bocca della Verita(アクアサンタホテル)」にて開催。
- 2018年2月 - オレたちひょうきん族の懺悔の神様 ブッチー武者主宰 舞台公演「生きる」所沢公演に出演。
- 2018年2月 - バレンタインコンサートをFleur Garden Tokyoにて開催。
- 2018年3月 - 七瀬美菜「BIRTHDAY CONCERT in 東京」がFleur Garden Tokyoにて開催される。
- 2018年4月 - 七瀬美菜「BIRTHDAY CONCERT in 鳥取」がStrawberry Fieldsにて開催される。
- 2018年4月 - 七瀬美菜「BIRTHDAY CONCERT in 静岡」が伊豆 Bocca della Verita(アクアサンタホテル)」にて開催される。
- 2018年 5月 - 吉田一夫演出、舞台『風の電話 －銀河鉄道の旅人たち－』にて主演を務める。
- 2018年5月 - オレたちひょうきん族の懺悔の神様 ブッチー武者主宰 舞台公演「生きる」葛飾公演に出演。
- 2018年6月 - ミュージカル「夢に向かって～ブルースな日々～」メインキャスト。
- 2018年6月 - オレたちひょうきん族の懺悔の神様 ブッチー武者主宰 舞台公演「生きる」成田公演に出演。
- 2018年7月 - 「七瀬美菜フランス公演決定祝賀会」(全2部制)をFleur Garden Tokyoにて開催。
- 2018年9月 - オレたちひょうきん族の懺悔の神様 ブッチー武者主宰 舞台公演「生きる」越谷公演に出演。
- 2018年9月 - FM BIRD(お台場レインボーステーションさん)に、ゲストパーソナリティとして番組出演。
- 2018年9月 - 地元、愛知のFMななみ「アフタヌーンバラエティー」にゲスト出演。
- 2018年10月 - シングルCD「SONG FOR YOU」リリース。VILLAGE VANGUARD名古屋中央店にてインストアライブ。
- 2018年10月 - 七瀬美菜劇団「マリアさん、虹がみえますか」（北区北とぴあ演劇祭出展作品）を北とぴあつつじホールにて公演。(吉田一夫演出)
- 2018年10月 - 「七瀬美菜コンサートin北とぴあ」ドームホールにて開催。インストアライブ。
- 2018年11月 - 自身初のフランスでのコンサートを行う。
- 「七瀬美菜フランスコンサート～いきる力をありがとう！平成のアイドル七瀬美菜が贈る愛の歌～」をパリ、ルマンの2会場。（日仏友好160周年記念、ジャポニスム2018参加企画、東日本大震災被災者文化復興支援チャリティイベント、在フランス日本国大使館後援「SAMURAI JAPON 2018」～第13回日本の心・日本の文化フェスティバル～にて。）自身が作詞した「Koi❤️Paris」が「SAMURAI JAPON 2018」のテーマソングとして起用される[1][2]。(ミニアルバムCD「愛の唄」完売。フランスの新聞社にも掲載される。)
- 2018年11月 - FM fuji出演。
- 2018年12月 - 「七瀬美菜帰国コンサート～フラールガーデンありがとう～」をFleur Garden Tokyoにて開催。
- 2018年12月 - 「七瀬美菜帰国コンサートin関西」を兵庫県尼崎ピッコロシアターにて開催。
- 2019年1月 - 「新春滝野川祭」を開催。
- 2019年3月 - オレたちひょうきん族の懺悔の神様 ブッチー武者主宰 舞台公演「生きる」蓮紹山 瑞光寺公演に出演。
- 2019年4月 - UNIVERSAL MUSIC JAPANよりミニアルバム『LOVE』をメジャーリリース[3][4]。USEN放送リクエスト受付、JOYSOUNDカラオケ本人映像開始。
- 2019年4月 - 都内7ヶ所の街頭ビジョン（渋谷IGビジョン、池袋リプレビジョン、秋葉原ラジオ会館ビジョン、吉祥寺ステーションビジョン、新橋ニューシンビジョン、御徒町HAZビジョン、八王子YYビジョン）にてメジャーミニアルバム「LOVE」のCMが放映される。
- 2019年4月 - 「七瀬美菜メジャー記念コンサート」が渋谷アンジェパティオにて開催される[5]。
- 2019年4月 - オレたちひょうきん族の懺悔の神様 ブッチー武者主宰 舞台公演「生きる」江東区公演に出演。
- 2019年4月 - 七瀬美菜劇団「シタタメ」を東京ななみん学園にて公演。
- 2019年4月 - 佐賀県有田陶器市ステージに出演。
- 2019年5月 - 「七瀬美菜BIRTHDAY CONCERT in 関西」を兵庫県尼崎ピッコロシアターにて開催。
- 2019年5月 - エフエムもりぐち（FM HANAKO）にて、冠番組「七瀬美菜のトントンタイム」が開始される。
- 2019年6月 - オレたちひょうきん族の懺悔の神様 ブッチー武者主宰 舞台公演「生きる」足立区公演に出演。
- 2020年2月 - スペシャルファンクラブななみんランド発足。
- 2020年7月 - 愛知県稲沢CA-TVにて冠TV番組七瀬美菜のこころ青空放送開始。
- 2021年5月 - 子ども食堂支援こころのベンチプロジェクト開始。
- 2021年11月 - 那須御用邸の地に、黒磯ななみん基地七瀬美菜 音楽の家が誕生。
- 2021年12月 - 浅草ビューホテルにて「七瀬美菜コンサート2021」を開催。　2021年は唯一のコンサートとなる。(当初は2月の開催予定であったが、緊急事態宣言等により5回もの延期を余儀なくされた為。）
- 2022年1月 - FM-HANAKO「七瀬美菜のトントンタイム」にて、2022年5月25日にUNIVERSAL MUSIC JAPANよりメジャー2作目のCDリリース決定が発表される。
- 2022年1月 - 黒磯ななみん基地にて、同所初のスタジオ配信ライブを開催する。
- 2022年3月 - 2022年5月25日発売のCDタイトル「こころのベンチ」に決定・発表。　こころのベンチプロジェクトのきっかけとなった曲である。
- 2022年4月 - 栃木県宇都宮市オリオンスクエアにて開催された「子ども食堂応援チャリティーイベント」にスペシャルゲストにて参加。
- 2022年4月 - 栃木県那須塩原市「道の駅 黒磯」にて初のストリートライブに実施、同所では初の試みとの事で、七瀬美菜がパイオニアとなるライブとなる。
- 2022年4月 - 約3年間続いたFM-HANAKO「七瀬美菜のトントンタイム」が4月30日が同放送局で最終回を迎える。
- 2022年5月 - 5月7日から「七瀬美菜のトントンタイム」がFM那覇から従来と同タイトル・同日時(土曜日14:00～)で放送開始となる。
- 2022年5月 - 全国コミュニティFM番組 MUSIC BIRD「お台場レインボーステーション」に、ゲストパーソナリティとして番組出演。
- 2022年5月 - CRT栃木放送「toy box」内のコーナー「花山ゆかの歌の玉手箱」にゲスト出演。
- 2022年5月 - 愛知コミュニティFM メディアスエフエム「Beat Around 834」にリモートにてゲスト出演。
- 2022年5月 - 栃木県宇都宮市文化会館での「OGサウンズ リサイタル」ゲストステージに出演。メジャー2ndCDリリース後初のライブステージとなる。

## 人物
長所、短所
長所は、食べなくても我慢できる。短所は、睡眠が欠けるとダメージが大きい。
好きな食べ物、嫌いな食べ物
好きな食べ物は、果物。

## 出演

### テレビドラマ
- 妖怪人間ベム 第2話（2011年、日本テレビ）緒方小春の同級生 役
- 孤独のグルメ Season1 第10話（2012年、テレビ東京）劇団員女学生1 役
- 土曜ワイド劇場「西村京太郎トラベルミステリー 秩父SL・3月23日の証言〜大逆転法廷!!」（2013年、テレビ朝日）モデル役
- 素敵な男とブスな女、綺麗な女とゲスな男（2017年、AbemaTV）自身が挿入歌を歌うドラマに出演協力。

### テレビ番組
- V-Clips（2012年、テレビ埼玉）にてPVが放映
- Love Spiral Channel（2013年、J:COM11ch 関東全域放送）のオープニング曲に「ハッピィ(*^0^*)SUNDAY」が起用される
- Love Spiral Channel（2013年、テレビ埼玉）にてライブ映像が放映。
- HIF（2016年、TOKYO MX-TV）のオープニング曲に「ゆめのにおい」が起用される。
- 応援美女子2（2016年、千葉テレビ）にて2週に渡り七瀬美菜特集が組まれる。
- 素敵な男とブスな女、綺麗な女とゲスな男（2017年、AbemaTV）ドラマの挿入歌として「駆け抜けてシンデレラ」がタイアップとなる。
- 七瀬美菜のこころ青空（2020年7月～愛知県稲沢CATV）七瀬美菜初の冠TV番組が放送開始。

### 映画
- FILM FESTIVAL『変身クラブ』（2010年）出演 ショートムービー
- ai〜ある彼女の世界征服（2011年5月）出演
- それぞれの人生（2011年9月）出演

### CM
- のどごし生（2011年7月 KIRIN）出演協力
- タマホーム（2011年8月）出演
- オンラインRPG「TOWER OF AION」（2012年3月予告編・本編）出演
- T-SHIRTS BRAND「`stear」（2013年7月）のCMソングに「愛のために。」が起用される。

### 舞台
- シタタメ -『認目小百合』役
- 生きる -『安藤綾子』役
- 誰かの星空 - 主演『星野初音』役
- 雨と夢のあとに - 主演『桜井雨』役
- 中学生日記（NHK名古屋放送局）- 中学2年生『河合』役、デビュー作品
- エグジスタンス（エムシーズエンタープライズ）- 保母さんアイドル『さき先生』、ヒップホップダンサー『YUZU』役
- 白雪姫と7人の小人 - 8人目の小人『おとぼけ』役
- 心のカルテ -『七瀬美菜』役でゲスト出演
- ダブルスピーク - 木刀を持ったメイドさん『鈴音』役
- 優しい魔法のとなえ方2011 - 生徒『加藤くるみ』、ダンス部顧問『佐伯まりな』役
- かんながら -『相沢美樹』役
- キラキラ -『小山内みなみ』役
- Gah roo?! - ヒロイン『藤原美沙』役
- 魔法をかけたのだぁれ？ - 『白雪姫』役
- 嗚呼 滝野川物語 - 主演『みか』役
- いみて～しょん・パパ - 主演『サクラ』役
- 0120 - 主演『もも』役
- 続.嗚呼 滝野川物語 - 主演『とおる』役
- 星空の向こうへ～君と私の宇宙旅行へ出かけよう～ -『AD』役
- フェアリー～滝野川に降る奇跡～ - 主演『フェアリー』役
- サンタクロース -『三田』役、自身で初めて作・演出も手掛けた。
- 風車（大浜直樹演出） - 『』役、
- ひたすらあわれ - メインキャスト『あいか』役
- おちこぼれサンタ -『こども』役
- 光源氏のラブレター - 主演『かぐや姫』役
- 続.嗚呼滝野川物語 - 主演『とおる』役
- 雪慕愛炎 - メインキャスト出演。
- 風の電話 -銀河鉄道の旅人たち-  - 主演『七海』役
- ミュージカル～夢に向かって～ - ヒロイン『ナナ』役
- マリアさん虹がみえますか - 主演『川村幸子』役

### 写真集
- 『心の詩』（2011年3月、@misty）- 初のデジタル写真集、売上ランキング最高位3位
- 『桜の詩』（2011年4月、@misty）- セカンドデジタル写真集
- 『星光の詩』（2011年12月12日、@misty）- サードデジタル写真集、売上ランキング発売初週9位

### 書籍
- ビッグコミックスペリオール掲載（2010年、小学館）
- 週刊プレイボーイ掲載（2011年8月、集英社）
- 週刊大衆掲載（2011年12月、双葉社）
- Top Yell 虎3号 掲載(2012年10月、竹書房)
- 音楽雑誌CD Journal新譜発売情報が掲載(2013年10月)
- 音楽雑誌CD Journal新譜発売情報が掲載(2014年5月)
- KYUSHU IDOL BOOKに紹介記事が掲載(2014年5月、角川書店)
- 日刊大衆にグアム撮り下ろしのグラビアが掲載(2015年6月)

### ライブ
- 日本を中心に、アメリカ、フランスにステージを届ける。東京、大阪、を中心に、名古屋、鳥取、岡山、静岡、福島、福岡、佐賀、大分、千葉、横浜、茨城、山口、鳥取、沖縄、北海道など全国各地でライブ活動を行っている。また、阪九フェリーでの船内ライブにも出演している。
- 2014年には年間ライブ本数300本を達成した。
- 2014-2015年プロバスケットボールチーム『東京サンレーヴス』(bjリーグ)の公認歌手に決定し、試合会場でも公認ソング「勝利のために」を披露した。
- 2015年5月には初の海外遠征ライブをUSA.GUAMにて実施する。
- 2016年USAGUAM政府観光局SUMMER BEACH FESTIVALに出演。
- 2017年メジャーデビュー。avex＋CyberAgent「AWA」より独占配信開始。
- 2018年初のフランスコンサート。「七瀬美菜フランスコンサート～いきる力をありがとう！平成のアイドル七瀬美菜が贈る愛の歌～」をパリ、ルマンの2会場にて。(日仏友好160周年記念、ジャポニスム2018参加企画、東日本大震災被災者文化復興支援チャリティイベント、在フランス日本国大使館公演「SAMURAI JAPON 2018」へ出演。)
- 2019年4月UNIVERSAL MUSIC JAPAN、ミニアルバム「LOVE」をメジャーリリース。
- 「ななみん学園」という名前で、各地で主催ライブを行ってきた。東京、横浜、千葉、静岡、名古屋、大阪、鳥取、岡山、島根、下関、沖縄、等。2016年は東京はもちろん大阪でも開催し、2017年は静岡でも定期開催してきた。
- 2021年、北関東(茨城県)での麦畑ライブをきっかけに北関東でのライブに精力的に出演をする様になる。

### その他の活動
- 2011年4月 - さいたまスーパーアリーナを訪問し、東北地方太平洋沖地震により避難した福島県双葉町の子供たちにおもちゃをプレゼントした。
- 2011年6月 - 陸前高田市出身の写真家・上田聡による東北復興支援写真展 『TSUNAMI』のPRに積極的に参加した。
- 2012年1月に行われる主演舞台『誰かの星空』では現地の産業復興を願い舞台用のチラシは福島県で印刷された。